# 東禅寺 (台東区)
東禅寺（とうぜんじ）は、東京都台東区にある曹洞宗の寺院。

## 歴史
1624年（寛永元年）、哲州和尚によって開山された。
境内には、あんパンを考案した木村屋（現・木村屋總本店）創業者の木村安兵衛夫妻の胸像がある。

## 江戸六地蔵
当寺正面に銅造の地蔵菩薩坐像がある。これは「江戸六地蔵」の一つで、1710年（宝永2年）に2番目の像として造立された。当寺の地蔵は、他の地蔵のように鍍金加工したものではなく、弁柄色の漆を塗って金箔を貼ったものである。1999年（平成11年）に修復工事が行われている。

## 文化財
- 銅造地蔵菩薩坐像（東京都指定有形文化財 昭和51年7月1日指定）[3]

## 交通アクセス
- 東京メトロ日比谷線 三ノ輪駅より徒歩14分（経路案内）
- 北めぐりんバス「東浅草二丁目」バス停より徒歩3分（経路案内）
- 都営バス 上46系統「清川二丁目」バス停より徒歩4分（経路案内）
- 都営バス 東42系統「東浅草」バス停より徒歩4分（経路案内）